# John Linnell (schilder)

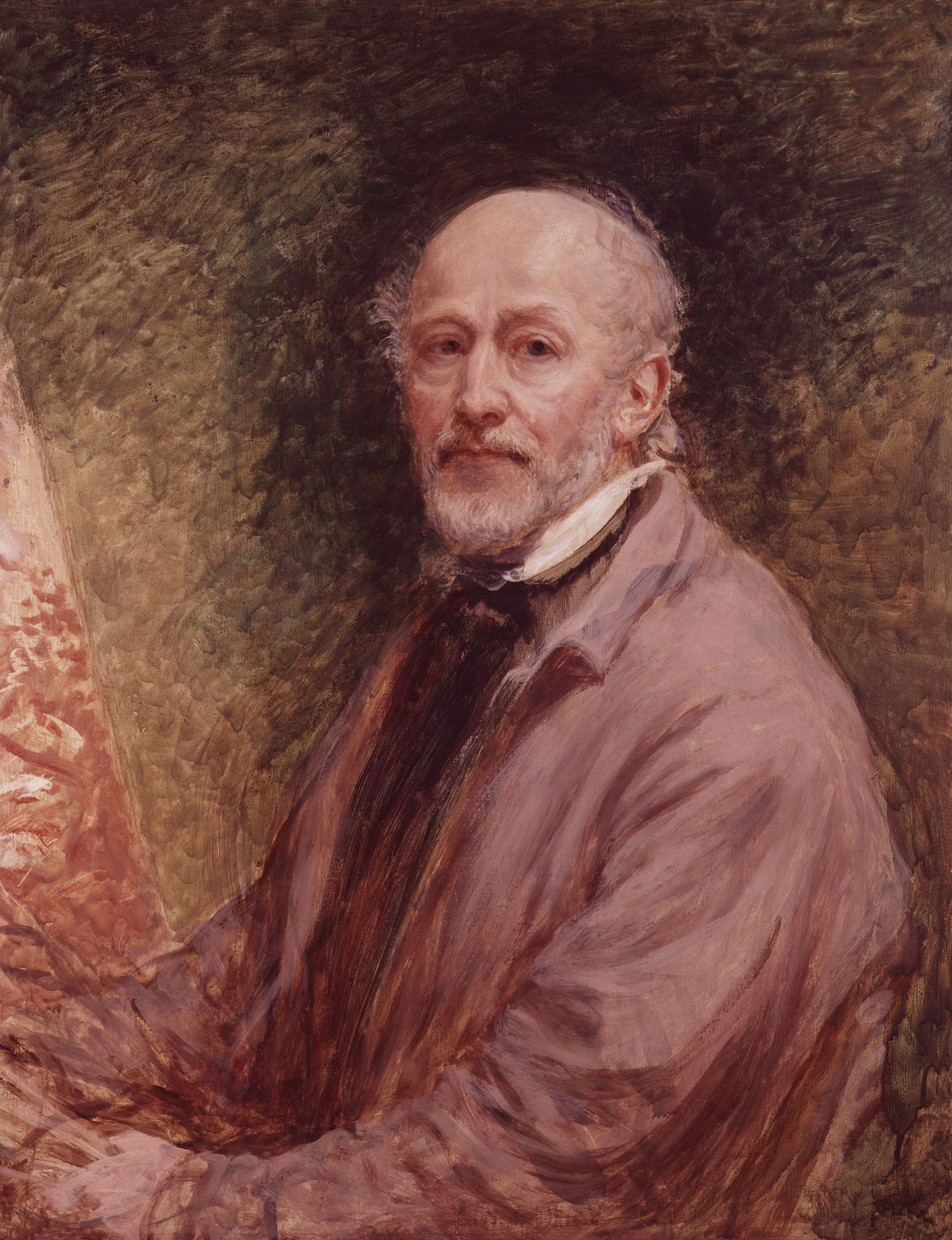
Zelfportret, ca. 1860

John Linnell (Bloomsbury, Londen, 16 juni 1792 - Redhill, Surrey, 20 januari 1882) was een Engels portret- en landschapschilder.
Linnell toonde al op jeugdige leeftijd een uitzonderlijk tekentalent. Reeds op tienjarige leeftijd wist hij zijn portretten, vervaardigd met krijt en potlood, aan de man te brengen. Om zijn kwaliteiten te ontwikkelen ging hij eerst in de leer bij de Amerikaans-Engelse schilder Benjamin West. Vervolgens bracht hij een jaar door bij de vermaarde landschapschilder John Varley. Hier ontmoette hij de aquarellist William Henry Hunt en William Mulready. Deze laatste studeerde aan de Royal Academy of Arts en had een grote invloed op de jonge Linnell. In 1805 ging hij, op dertienjarige leeftijd, naar de Royal Academy School, waar hij in 1807 en 1810 prijzen verwierf voor zijn portretten. In 1817 trouwde John Linnell met Mary Ann Palmer, met wie hij negen kinderen kreeg.
Linnell beheerste diverse technieken. Hij werkte met olieverf, vervaardigde aquarellen, was een bekwaam miniaturist en graveur. Met name zijn portretten waren zeer succesvol en leverden hem veel geld op. Aan het eind van de jaren 1840 schakelde hij echter over op de landschapschilderkunst, waar zijn eigenlijke passie lag.
Hij gaf teken- en schilderlessen en stimuleerde jong talent. Zo nam hij de 17-jarige Samuel Palmer onder zijn hoede, die zich zou ontwikkelen tot een bekwaam landschapschilder en een van de voormannen van de Engelse romantiek. (Palmer trouwde later met een dochter van Linnell.) Ook steunde hij de beweging van de Prerafaëlieten in een periode waarin zij op tegenstand stuitten. Hij raakte bevriend met onder anderen William Blake en steunde deze ook financieel door werk van hem aan te kopen.
Linnells werk was zeer in trek en dat maakte hem een vermogend man. Rond 1850 kocht hij een huis in Redhill in Surrey, waar hij tot zijn dood zou verblijven. Hij bleef actief tot op hoge leeftijd.